# دانيال فلاهرتي
دانيال فلاهرتي (بالإنجليزية: Daniel Flaherty) مواليد 11 يونيو 1993 في نيوجيرسي، الولايات المتحدة، هو ممثل أمريكي بدأ مسيرته الفنية سنة 2005.

## الأعمال

### أفلام
- عصر الجليد: انجراف القارات (2012)
- آني (2014)

### مسلسلات
- القانون والنظام: النية الإجرامية (2011)
- في ليلة (2016)

## روابط خارجية
- دانيال فلاهرتي على موقع IMDb (الإنجليزية)
- دانيال فلاهرتي على موقع قاعدة بيانات الفيلم (الإنجليزية)